# Yes, Dear
Yes, Dear ist eine US-amerikanische Sitcom, die von Oktober 2000 bis Februar 2006 auf CBS erstausgestrahlt wurde.

## Handlung
Die Serie handelt von Greg (Anthony Clark) und Kim (Jean Louisa Kelly) die zum ersten Mal Eltern geworden sind. Dabei gibt es aber jede Menge Probleme: der stolze Vater will Karriere machen, was Kim aber nicht passt. So gibt es immer wieder Konflikte zwischen den beiden. Mit dabei ist immer ihre Schwester Christine (Liza Snyder), die sie immer wieder beruhigt. Derweil muss sich Greg mit seinem Schwager Jimmy (Mike O’Malley) herumschlagen, der ihn von seiner Lebensweise überzeugen will. Er ist arbeitslos und lebt in den Tag hinein, was wiederum den beiden Schwestern nicht ganz passt.

## Geschichte/Hintergrund
Die Handlung und die Tatsache, dass die Schauspieler zuvor ihre eigenen Serien hatten, die nicht erfolgreich wurden, ließ Kritiker an dem Erfolg der Serie zweifeln. Trotzdem brachten die ersten vier Staffeln annehmbare Einschaltquoten. Für die fünfte Staffel wurden nur dreizehn Folgen bestellt, die erst in der Midseason (ab Februar, anstatt September) an einem geänderten Sendeplatz gesendet wurden. Dennoch lieferten sie akzeptable Einschaltquoten und die Serie wurde daraufhin für eine sechste Staffel verlängert. Diese begann wieder regulär im September und soll letztendlich wieder etwa 22 Folgen umfassen.

## Ausstrahlung in Deutschland
In Deutschland startete die Serie am 31. August 2005 auf RTL, in der Sendeschiene „Comedy nach Mitternacht“.
Später lief die Yes, Dear auf RTL II, wurde jedoch aufgrund schlechter Einschaltquoten im Januar 2007 abgesetzt.

## Auszeichnungen
- Emmy 2003: nominiert Outstanding Guest Actress in a Comedy Series Betty White